# Pierce Range
Pierce Range är ett berg i Kanada.   Det ligger i Strathcona Regional District och provinsen British Columbia, i den sydvästra delen av landet, 3 700 km väster om huvudstaden Ottawa. Toppen på Pierce Range är 1 073 meter över havet, eller 2 meter över den omgivande terrängen. Bredden vid basen är 0,18 km.
Terrängen runt Pierce Range är bergig åt nordost, men åt sydväst är den kuperad. Trakten runt Pierce Range är nära nog obefolkad, med mindre än två invånare per kvadratkilometer..
I omgivningarna runt Pierce Range växer i huvudsak barrskog.